# Мисао Тамаи
Мисао Тамаи (16. децембар 1903 — 23. децембар 1978) био је јапански фудбалер.

## Каријера
Током каријере је играо за Васеда ВМВ.

## Репрезентација
За репрезентацију Јапана дебитовао је 1927. године. За тај тим је одиграо 2 утакмице и постигао 1 гол.

## Статистика
| Јапан  | Јапан   | Јапан  |
| Година | Наступи | Голови |
| ------ | ------- | ------ |
| 1927.  | 2       | 1      |
| Укупно | 2       | 1      |